# Піонер (Волгоградська область)
Піонер (рос. Пионер) — селище у Ніколаєвському районі Волгоградської області Російської Федерації.
Населення становить 290 осіб. Входить до складу муніципального утворення Левчуновське сільське поселення.

## Історія
Селище розташоване у межах українського історичного та культурного регіону Жовтий Клин.
Згідно із законом від 14 лютого 2005 року № 1006-ОД органом місцевого самоврядування є Левчуновське сільське поселення.

## Населення
| 2010 |
| ---- |
| 290  |